# Аканеево
Акане́ево (баш. Әкәнәй) — село в Дюртюлинском районе Республики Башкортостан Российской Федерации. Входит в состав Староянтузовского сельсовета.

## География

### Географическое положение
Расстояние до:
- районного центра (Дюртюли): 18 км,
- ближайшей ж/д станции (Уфа): 147 км.

## История
В «Списке населенных мест по сведениям 1870 года», изданном в 1877 году, населённый пункт упомянут как деревня Акинеева (Качуван) 4-го стана Бирского уезда Уфимской губернии. Располагалась при речке Евбазе, на почтовом тракте из Бирска в Мензелинск, в 36 верстах от уездного города Бирска и в 15 верстах от становой квартиры в деревне Дюртюли. В деревне, в 91 дворе жили 514 человек (262 мужчины и 252 женщины, мещеряки), были мечеть, 2 водяные мельницы. Жители занимались земледелием, скотоводством.

## Население
| 2002 | 2009 | 2010 |
| ---- | ---- | ---- |
| 294  | ↘283 | →283 |

Национальный состав
Согласно переписи 2002 года, преобладающие национальности — татары (56 %), башкиры (44 %).

## Религия
В селе есть мечеть.